# Łuczna

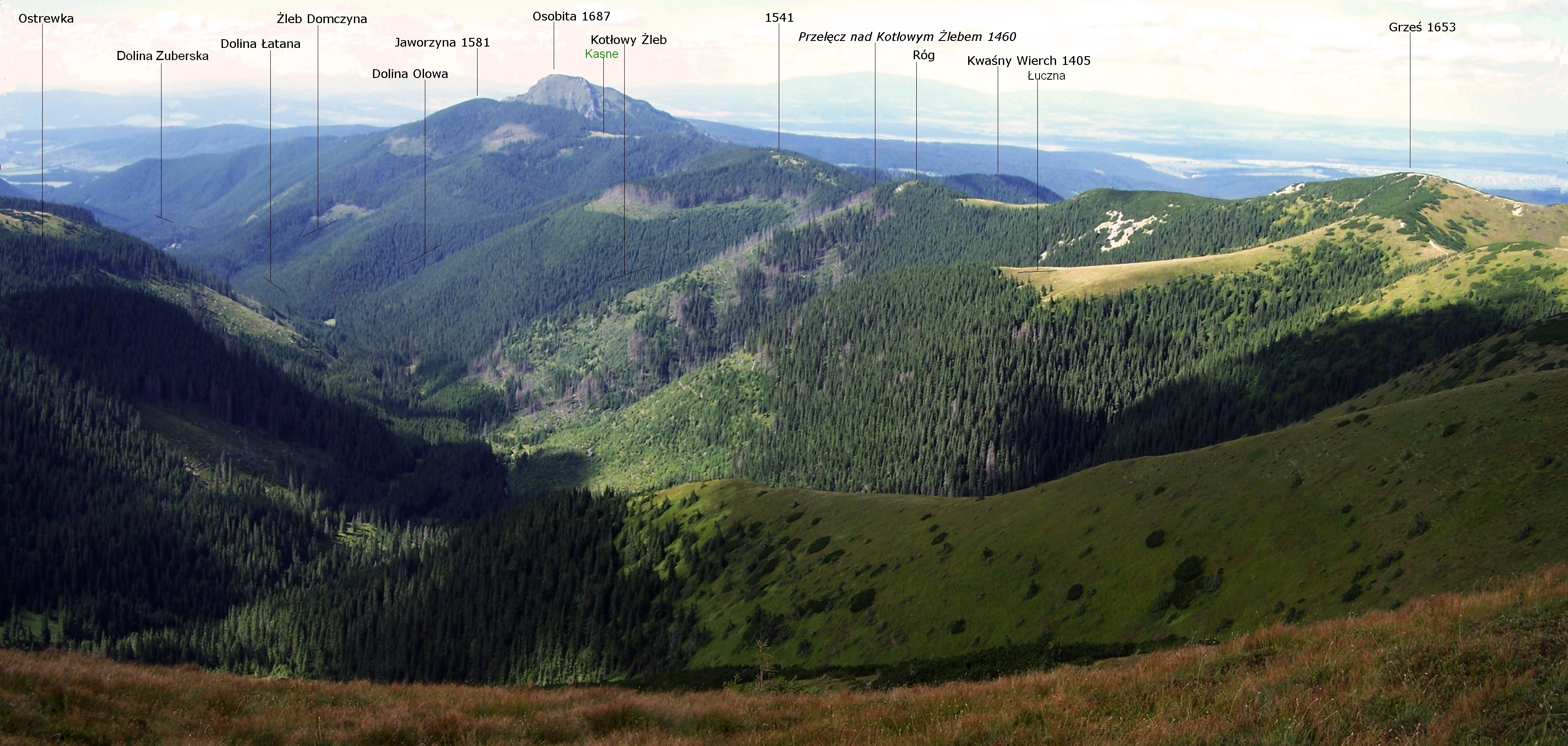
Łuczna widoczna poniżej Grzesia

Łuczna (słow. Lúčna) – zachodnia grzęda Grzesia w północnej grani Wołowca w Tatrach Zachodnich. Opada na stronę słowacką do Doliny Zadniej Łatanej z południowego grzbietu Grzesia, pomiędzy głównym wierzchołkiem a Łuczniańską Przełęczą. Po obydwu stronach Łucznej, spod grzędy opadają dwa żleby, którymi spływają źródłowe cieki Łatanego Potoku.
Górna część grzędy to trawiasty i niemal płaski upłaz o niewielkim tylko spadku. Dawniej była to również polanka, w jej dolnej części stał szałas, a cała grzęda była użytkowana, należała do słowackiej miejscowości Dłuhałuka (w tłumaczeniu na język polski Długa Łąka). Gospodarstwo Długa Łąka było kiedyś oddzielną jednostką pasterską, wymieniają go dokumenty z 1615 r. Od nazwy miejscowości pochodzi nazwa zbocza Długa Łąka w dolnej części grzędy. Dawno już niewypasana grzęda stopniowo zarasta lasem, a w górnej części jałowcem.
Nazwa Łuczna początkowo dotyczyła tylko grzędy i polanki, później dopiero na mapach przeniesiono ją na pobliski szczyt i stąd pochodzi słowacka nazwa Grzesia (Lúčna). Przez grzędę prowadzi szlak turystyczny, który na wysokości 1420 m przekracza jeden z cieków Łatanego Potoku.

## Slaki turystyczne
Dolina Zadnia Łatana – grzęda Łuczna – skrzyżowanie szlaków pod Grzesiem. Czas przejścia: 2:45 h, ↓ 2 h.